# Белка (приток Ирпеня)
Белка — река в Житомирской области Украины, правый приток реки Ирпень. Относится к бассейну Днепра.

## География
Бека Белка берёт начало к югу от железнодорожной станции Корнин. Течёт на северо-восток по открытой местности. Протекает через урочище Степок-Корнин. Впадает в Ирпень в районе поселения Белки, которое находится на правом берегу Ирпени. Место впадения Белки находится в 121 км от устья Ирпени. Протяжённость составляет около 10 км, площадь водосборного бассейна — 35,3 км².